# Lypowez (Obuchiw)
Lypowez (ukrainisch Липовець; russisch Липовец Lipowez) ist ein Dorf in der ukrainischen Oblast Kiew mit etwa 550 Einwohnern (2001).

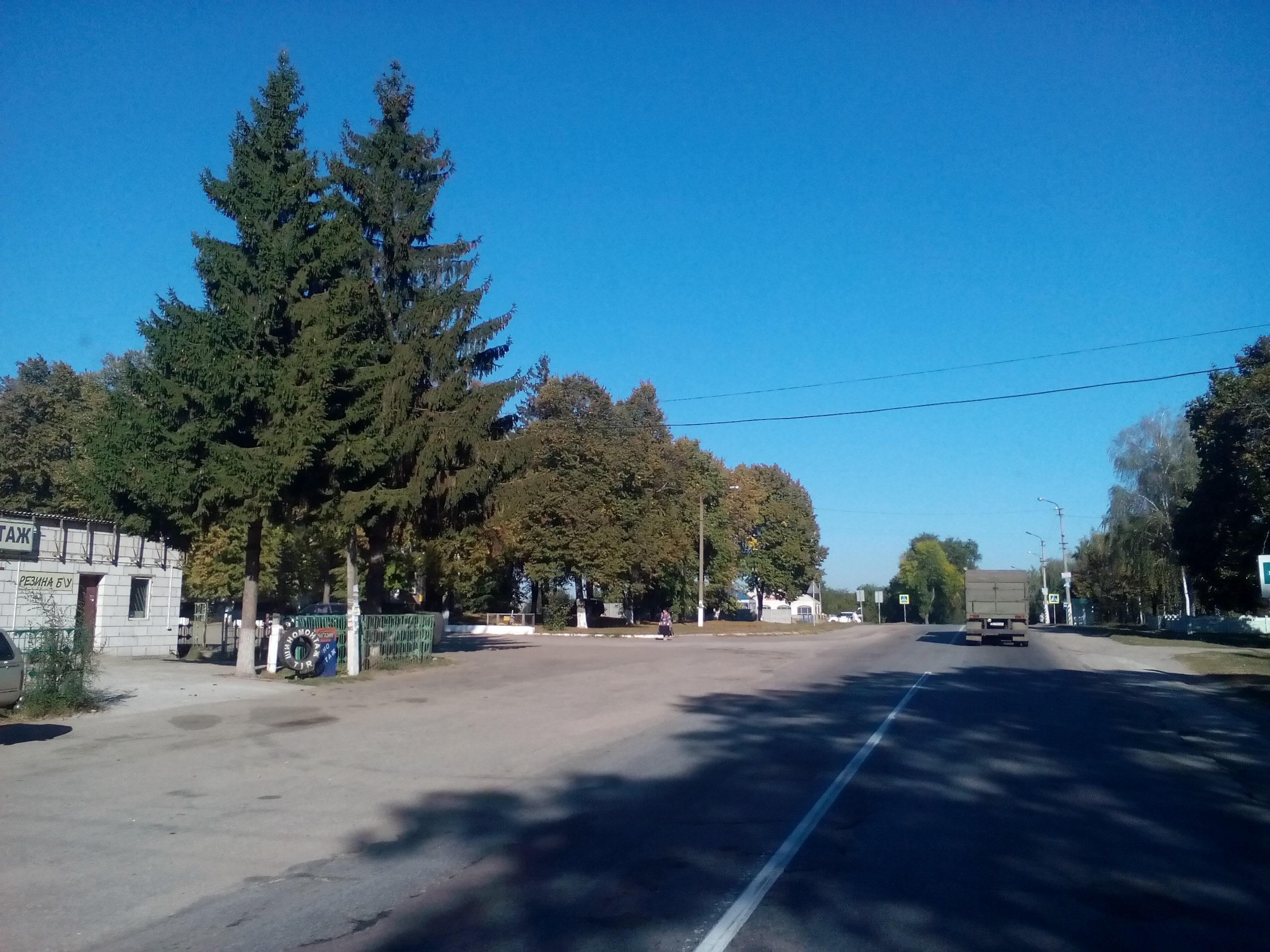
Straße in Lypowez

Das im 17. Jahrhundert erstmals schriftlich erwähnte Dorf liegt auf einer Höhe von 147 m am Ufer der Rossawa, einem 90 km langen, linken Nebenfluss des Ros, etwa 10 km südöstlich vom ehemaligen Rajonzentrum Kaharlyk und 85 km südlich vom Oblastzentrum Kiew. Durch das Dorf verläuft die Fernstraße N 01.
In Lypowez befindet sich die Kirche der Himmelfahrt der Heiligen Jungfrau.
Am 12. Juni 2020 wurde das Dorf ein Teil der neugegründeten Stadtgemeinde Kaharlyk, bis dahin bildete es die gleichnamige Landratsgemeinde Lypowez (Липовецька сільська рада/Lypowezka silska rada) im Süden des Rajons Kaharlyk.
Am 17. Juli 2020 kam es im Zuge einer großen Rajonsreform zum Anschluss des Rajonsgebietes an den Rajon Obuchiw.